# Передериенко, Тамара Даниловна
Тамара Даниловна Передериенко (1916, город Ташкент, теперь Республика Узбекистан — погибла 23 августа 1969) — украинская советская деятельница, директор Львовского механизированного стеклозавода. Депутат Верховного Совета СССР 7-го созыва.

## Биография
Родилась в семье железнодорожников. Получила семилетнее образование, с 1933 года училась на рабочем факультете при Московском транспортно-экономическом институте.
В 1938 году окончила Казанский химико-технологический институт.
С 1938 года работала начальником цеха завода «Стеклотара» города Орджоникидзе Северо-Осетинской АССР. Во время Великой Отечественной войны в 1942 году была эвакуирована в город Ташкент, где работала начальником смены на стеклозаводе.
В 1947—1956 годах — мастер, начальник цеха Львовского механизированного стеклозавода. Избиралась секретарем партийной организации стеклозавода.
Член КПСС с 1952 года.
В 1956 — 23 августа 1969 года — директор Львовского механизированного стеклозавода. При её содействии был разработан и освоен новый метод безшовнового получения оконного стекла.
Трагически погибла в результате автомобильной катастрофы.

## Семья
Брат, Передериенко Иван Данилович, кандидат технических наук, доцент, заведующий кафедрой строительного производства Львовского политехнического института. Погиб 23 августа 1969 года в автомобильной катастрофе.

## Награды
- орден Ленина
- орден «Знак Почета»
- лауреат Сталинской премии
- медали